# 33 Capricorni
33 Capricorni är en misstänkt variabel i stjärnbilden Stenbocken.
33 Capricorni varierar mellan visuell magnitud +5,35 och 5,77 utan någon fastställd period. Den befinner sig på ett avstånd av ungefär 240 ljusår.